# Vilvestre
Vilvestre – gmina w Hiszpanii, w prowincji Salamanka, w Kastylii i León, o powierzchni 46,52 km². W 2011 roku gmina liczyła 478 mieszkańców.